# Sebi Tramontana

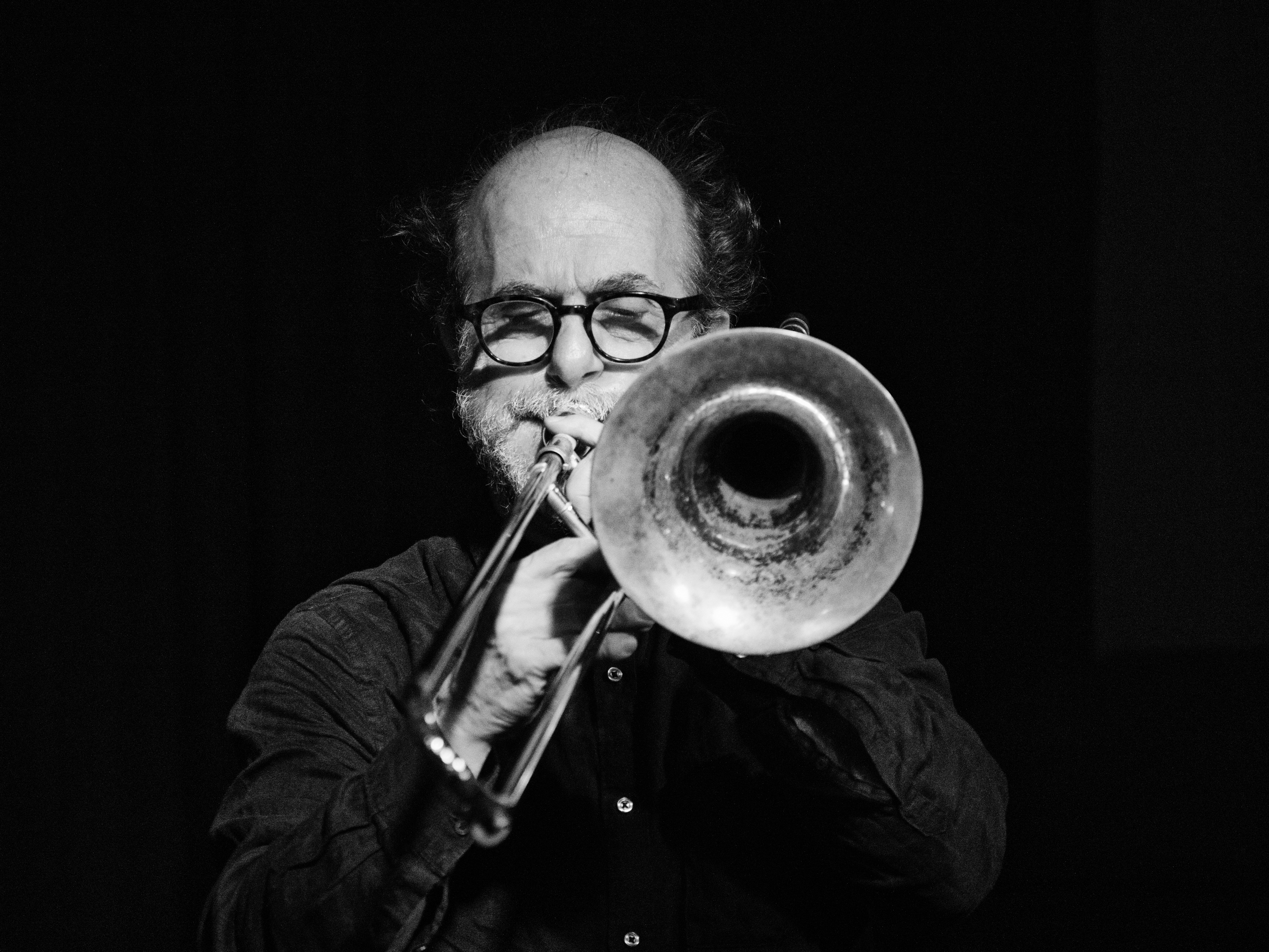
Sebi Tramontana im club W71, 2024

Sebastiano „Sebi“ Tramontana (* 12. Dezember 1960 in Rosolini, Sizilien) ist ein italienischer Posaunist des Avantgarde Jazz und der improvisierten Musik.

## Leben und Wirken
Sebi Tramontana begann als Kind mit dem Gitarrenspiel und wechselte Ende der 1970er Jahre zum Sopransaxophon. Mit Stefano Maltese spielte er im Duo. 1982 wurde die Posaune sein Hauptinstrument; in dieser Zeit arbeitete er mit Bruno Tommaso an einer Radioproduktion. Dadurch lernte er Giancarlo Schiaffini kennen, der ihn dazu bewog, nach Rom zu ziehen und am A. Casella Conservatorio in L’Aquila zu studieren. In Rom arbeitete er mit Martin Joseph, Eugenio Colombo und Mario Schiano zusammen; im Jahr 1986 war er Mitglied des New Talents Orchestra, das auf dem Rocella Jonica Festival auftrat. 1987 gründete er ein Trio mit Daniel Studer und Roberto Altamura, mit dem er auf dem Controindicazioni Festival in Rom auftrat; außerdem arbeitete er in dieser Zeit mit Paul Rutherford, Barry Guy, Gérard Siracusa, Eugenio Colombo, Co Streiff und Martin Mayes. 1988 lud ihn Mario Schiano dazu ein, für das Plattenlabel Red aufzunehmen; es entstanden dann Platteneinspielungen mit Wladimir Tarassow und Wladimir Tschekassin. 1990 setzte er seine Studien am A. Casella Conservatorio fort und wurde Mitglied des Italian Instabile Orchestra.
1992 hatte er in Rom seine ersten Solo-Auftritte, gefolgt von Gastspielen in Zürich, Mülhausen, Köln und Göttingen. 1994 wirkte er an Georg Gräwes Projekt Two Nights Of Random Acoustics in Köln mit, spielte außerdem in dessen Quintett und tourte mit ihm durch Europa. 1998 entstanden Duo-Aufnahmen mit Gräwe für das italienische Splasc(h)-Label; im Juli 2003 arbeitete er erneut mit Gräwe in dessen neuen Quintett zusammen, mit Tobias Delius, Kent Kessler und Michael Vatcher.
Im Jahr 1996 trat Tramontana auf dem Festival von Roccella Jonica mit Barre Phillips, Michel Doneda sowie zwei Tänzern auf; danach auf dem Victoriaville Festival mit Mario Schiano, Evan Parker, Paul Lovens und Barry Guy. Im Jazzclub Empty Bottle in Chicago trat er an der Seite von Hamid Drake, Kent Kessler, Ken Vandermark und Mars Williams auf. 1997 spielte er in der Reihe Art Of Dialogue in München mit Joëlle Léandre.
1999 erhielt er durch die Stadt München die Möglichkeit für einen  sechswöchigen Aufenthalt in den Vereinigten Staaten; in dieser Zeit besuchte er Chicago, trat auf dem Empty Bottle Festival auf und machte Plattenaufnahmen mit Jim Baker, Fred Lonberg-Holm, Michael Zerang, Lou Mallozzi, Jeb Bishop, Ken Vandermark und Kent Kessler; er trat außerdem in San Francisco und New York auf. Von 1999 bis 2002 war er künstlerischer Leiter des Münchner Festivals Come Sunday; in dieser Zeit gründete er die Formation XAXA mit Phil Wachsmann, Mats Gustafsson und Paul Lovens.

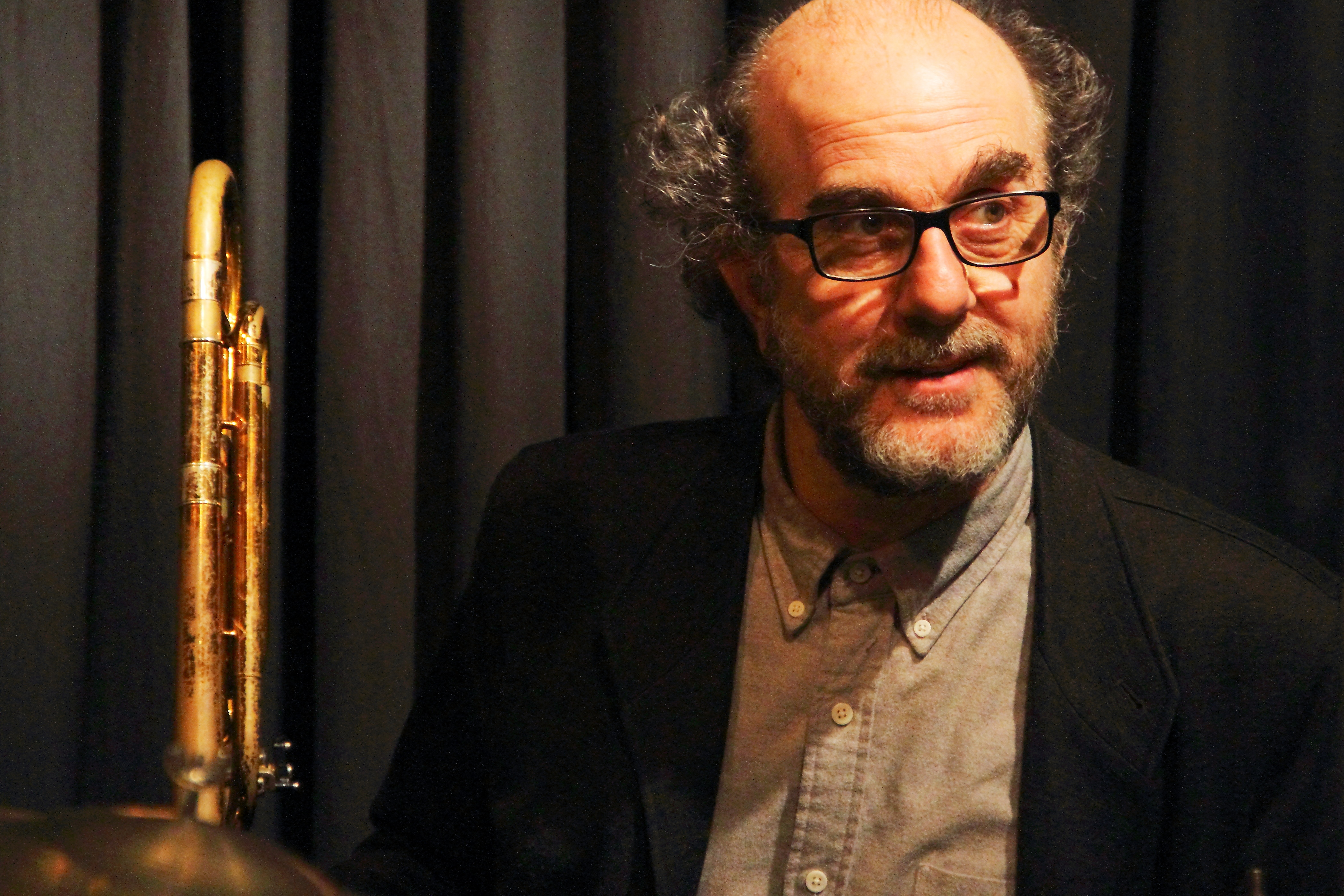
Sebi Tramontana mit dem Quartet Moderne, 2017

Im Jahr 2001 arbeitete Tramontana in Chicago mit dem Night People Projekt (als eine  Hommage an Dickie Wells), mit einem Streichquartett mit dem Klarinettisten Guillermo Gregorio sowie im Duo mit Jeb Bishop. Er spielte auch im Duo mit Paul Lovens (im Buster Keaton The General project), trat in München, Ljubljana, Graz, Köln, Regensburg, Rom, Maribor, Kassel und Göttingen auf. 2002/03 war er Mitglied von Mats Gustafssons Nu Ensemble.
2003 trat er auf dem Banlieues Bleues Festival bei Paris und in Gent mit Joëlle Léandres European Quartett mit Carlos Zingaro, Paul Lovens und als Gast Irène Schweizer auf. Mit Léandre spielte er im Duo auf dem Ulrichsberg Kaleidophon-Festival und trat mit einem Posaunen Trio  in Ljubljana und Maribor auf, an dem Vinko Globokar und Hannes Bauer beteiligt waren.
Seit 1999 tourte Sebi Tramontana häufig durch Deutschland und Österreich und arbeitete mit dem Schauspieler und Fernsehautor Udo Wachtveitl zusammen. Seit 2001 spielt er als Musiker und Schauspieler bei der Dance Company En Knap von Iztok Kovac aus Ljubljana. Er trat auch 2004 in dem Film Under my skin des Regisseurs Saso Podgorsek auf. 2004 arbeitete er auch mit der Electronic 48 nord group in München zusammen. Seit Anfang der 1990er Jahre spielt er gemeinsam mit dem italienischen Cellisten Luca Tilli als Duo.
Im November 2004 stellte er seine Gemälde in Chicago aus in einer Ausstellung mit Arbeiten von Musikern unter dem Titel Stop, Look & Listen mit Arbeiten von Pee Wee Russel, Hal Rammel, Han Bennink, Peter Brötzmann und anderen.

## Diskographische Hinweise
- Vladimir Chekasin – Mario Schiano – Vladimir Tarasov – Sebi Tramontana: Red & Blue (Splasc(h) Records 1988)
- Italien Instabile Orchestra: Litania Sibilante (Enja, 1996)
- Sebi Tramontana, Georg Graewe: Schz (Splasc(h) records, 1998)
- Joelle Léande & Sebi Tramontana: E’Vero (Leo Records, 1999)
- Fabrizio Puglisi, Giovanni Maier, Sebi Tramontana: Moon Extermination (Lazzarecords 2003)
- Giancarlo Schiaffini, Sebi Tramontana: Wind & Slap (Rudi Records 2011)
- Natalie Peters, Guy Bettini, Sebi Tramontana: Locarno (Unit Records 2015)
- Frank Gratkowski / Sebi Tramontana: Live at Spanski Borci (Leo Records, 2016)
- Pipeline 8: Prayer (2018), u. a. mit Giancarlo Locatelli, Gabriele Mitelli
- Unfolding to Be You (We Insist Records 2020)
- Luc Houtkamp, Steve Beresford, Martin Blume & Sebi Tramontana: Frush (FMR Records  2024)